# 上野一郎
上野 一郎（うえの いちろう、1925年〈大正14年〉5月24日 - 2015年〈平成27年〉12月27日）は、日本の教育者・経営学者。学校法人産業能率大学理事長および産能大学・産能短期大学の学長、学校法人産業能率大学最高顧問を務めた。「能率の父」と呼ばれる上野陽一の長男。また、日本における最初期の写真家で、「日本写真の開祖」として知られる上野彦馬は大伯父に当たる（一郎の祖父・幸馬の実兄が彦馬）。

## 経歴
- 東京府出身[1]
- 慶應義塾大学経済学部卒業。アメリカのバブソン大学より名誉博士の学位を受ける。
- 1975年-1978年 産業能率短期大学学長
- 1979年-1998年 再び産業能率短期大学（1989年産能短期大学に改称）学長を務める。
- 1982年 藍綬褒章
- 1996年-2004年 産能大学学長
- その他、文部省大学審議会委員、社団法人日本バリューエンジニアリング協会初代会長、社団法人全日本能率連盟会長などを歴任した。
- 2015年12月27日 逝去

## 著作
- 『経営の知恵 ブレイン・ストーミングABC』六興出版部, 1959
- 『ビジネスに役立つ考え方』実業之日本社, 1959
- 『ビジネスマンの考え方の技術』同文館出版, 1960
- 『経営法則集 儲かる会社にする100の戦略』 (カッパビジネス 光文社, 1971
- 『マネジメント思想の発展系譜 テイラーから現代まで』日本能率協会, 1976
- 『経営手腕 優勝劣敗のリーダーシップ』産業能率短期大学出版部, 1976
- 『問題解決の知恵』 (ロッコウブックス) 六興出版, 1978.5
- 『頭のジョギング これがビジネス・パズルだ』 (カッパ・ビジネス) 光文社, 1979.10

### 共編著
- 『予算統制プラクティスセット』石尾登共著. 同文館, 1957
- 『事務量測定から定員査定までの資料』訳編. 技報堂, 1957
- 上野陽一『独創性の開発とその技法 独創的な考え方をする必要とその教育および開発の技法』改訂版 上野一郎改訂増補、技報堂, 1959
- 『新事務必携』編. 日本法令様式販売所, 1960
- 『目標管理の運営と実際』高橋達男,猿谷雅治共編. ダイヤモンド社, 1966
- 『管理者革新 われらかく変革す・管理者実践の記録』高橋達男, 藤芳誠一共編著. 産業能率短期大学出版部, 1967
- 『変動期の管理者』土方文一郎,幸田一男共編著. 産業能率短期大学出版部, 1972
- 『保育所の運営管理 職場の人間関係を中心として』 (保育指導書) 上野一郎 [等]著. 日本保育協会, 1975
- 『私の明治維新 有馬藤太聞き書き』編. 産業能率短期大学出版部, 1976
- 『基本事務能率事典 二色刷』編. 日本法令様式販売所, 1977.1

### 翻訳
- A.F.オスボーン『独創力を伸ばせ』ダイヤモンド社, 1958
- エドワード・C.シュレイ『結果のわりつけによる経営 リザルツマネジメント』池田書店, 1963
- T.G.ローズ, D.E.ファー 共著『経営目標と業績コントロール ハイヤー・マネジメント・コントロール』監訳. 池田書店, 1965
- ロバート・R.ブレーク, ジェーン・S.モートン『期待される管理者像』監訳. 産業能率短期大学, 1965
- C.H.ケプナー, B.B.トリゴー『管理者の判断力 問題分析と意思決定のための新しいアプローチ』産業能率短期大学出版部, 1966
- ロバート・R.ブレーク, ウォレン・E.エイビス, ジェーン・S.ムートン『企業進化論』産業能率短期大学出版部, 1967
- レイモンド・J.バービー『監督者教育マニュアル』監訳. 産業能率短期大学出版部, 1968
- ハーウッド・F.メリル 編『経営思想変遷史』監訳. 産業能率短期大学出版部, 1968
- マービン・ボウワー『コンサルタントのみた経営 マッキンゼー社の経営戦略』産業能率短期大学, 1969
- ロバート・R.ブレーク, ジェーン・S.ムートン『動態的組織づくり』産業能率短期大学出版部, 1969
- ロバート・R.ブレーク, ジェーン・S.ムートン『期待される管理者像』 (能大ブックス) 監訳. 産業能率短期大学, 1969
- フランク・B.ギルブレス Jr., アーネスティン・ギルブレス・ケアリー 共著『1ダースなら安くなる』村主よしえ 共訳. 産業能率短期大学出版部, 1972
- ブレア J.コラーサ『最新・行動科学事典』監訳, 広田寿亮 訳. 産業能率短期大学出版部, 1974
- ハーマン・カーン 編著『企業 その生き残る条件』監訳. 産業能率短期大学出版部, 1975
- C.N.パーキンソン『新編パーキンソンの法則 先進国病の処方箋』ダイヤモンド社, 1981.3
- C.H.ケプナー, B.B.トリゴー『新・管理者の判断力 ラショナル・マネジャー』監訳. 産業能率大学出版部, 1985.2
- エドワード・C.シュレイ『ベストマネジメント 経営収益を最高にするROMのすすめ』監訳. 産業能率大学出版部, 1986.8